# Вердеш (Васлуј)
Вердеш (рум. Verdeș) насеље је у Румунији у округу Васлуј у општини Богдана. Oпштина се налази на надморској висини од 263 m.

## Становништво
Према подацима из 2002. године у насељу је живело 250 становника, од којих су сви румунске националности.